# Finding Beauty in Negative Spaces
Finding Beauty in Negative Spaces es el cuarto álbum de estudio de la banda sudafricana de metal alternativo Seether. El álbum fue lanzado en Sudáfrica y Suiza el 19 de octubre de 2007, y lanzado en todo el mundo el 23 de octubre de 2007. Es el primer álbum de la banda sin el guitarrista principal Pat Callahan.
La portada fue diseñada por David Ho, el mismo artista que diseñó la portada del álbum Vicious Delicious de Infected Mushroom. Las portadas aparentemente muestran al mismo personaje, «Candice the Ghost».
Se han lanzado tres sencillos del álbum, «Fake It», «Rise Above This» y «Breakdown», y los tres han sido sencillos del top 10, los dos primeros alcanzaron la primera posición en varias listas de Billboard, a pesar de las críticas mixtas a negativas de los críticos. El álbum fue reeditado en 2009 con un cuarto sencillo, una versión de «Careless Whisper» de George Michael.

## Lista de canciones
| Finding Beauty in Negative Spaces |                                     |          |  |
| N.º                               | Título                              | Duración |  |
| 1.                                | «Like Suicide»                      | 4:14     |  |
| 2.                                | «Fake It»                           | 3:14     |  |
| 3.                                | «Breakdown»                         | 3:29     |  |
| 4.                                | «FMLYHM» (Fuck Me Like You Hate Me) | 3:28     |  |
| 5.                                | «Fallen»                            | 4:18     |  |
| 6.                                | «Rise Above This»                   | 3:23     |  |
| 7.                                | «No Jesus Christ»                   | 7:05     |  |
| 8.                                | «Six Gun Quota»                     | 3:23     |  |
| 9.                                | «Walk Away From the Sun»            | 4:13     |  |
| 10.                               | «Eyes of the Devil»                 | 5:00     |  |
| 11.                               | «Don't Believe»                     | 4:34     |  |
| 12.                               | «Waste»                             | 4:21     |  |
| 50:42                             |                                     |          |  |

| Pistas extras de Relanzamiento (2009) |                                         |          |  |
| N.º                                   | Título                                  | Duración |  |
| 13.                                   | «Careless Whisper»                      | 4:56     |  |
| 14.                                   | «Careless Whisper» (Versión de cuerdas) | 4:24     |  |
| 60:02                                 |                                         |          |  |

| Pista extra de reserva exclusiva de iTunes |                             |          |  |
| N.º                                        | Título                      | Duración |  |
| 15.                                        | «Quirk» (Demo de "Fake It") | 3:52     |  |
| 63:54                                      |                             |          |  |

| Lados B |                 |          |  |
| N.º     | Título          | Duración |  |
| 16.     | «Naked»         | 5:13     |  |
| 17.     | «Left for Dead» | 3:40     |  |
| 18.     | «Untitled»      | 3:33     |  |
| 76:20   |                 |          |  |

## Personal
Seether
- Shaun Morgan – Guitarra, voz
- Dale Stewart – Bajo, coros
- John Humphrey – Batería

## Desempeño comercial
El álbum debutó como número nueve en la Billboard 200 de los Estados Unidos con 57.000 copias movidas la primera semana y para diciembre de 2008 había vendido 1.000.000 de copias en todo el mundo.
| Lista (2007)             | Posición |
| ------------------------ | -------- |
| U.S. Billboard 200       | 9        |
| U.S. Rock Albums         | 5        |
| Swiss Albums Chart       | 39       |
| New Zealand Albums Chart | 9        |
| U.K. Rock Albums         | 38       |